# Geometría molecular lineal

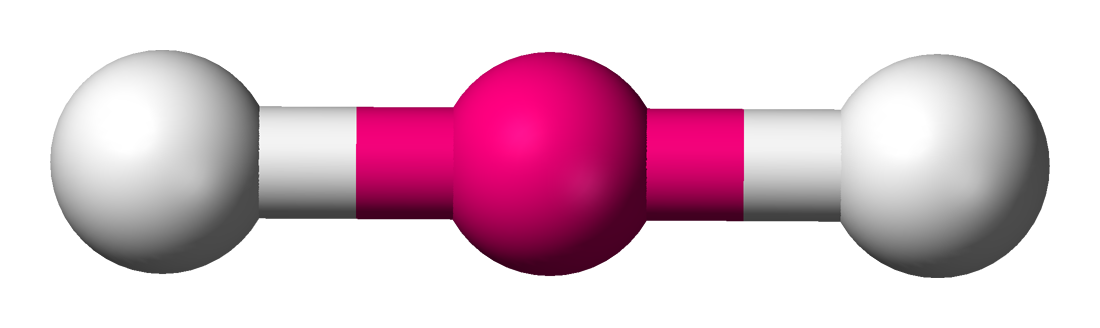
Estructura idealizada de un compuesto con geometría lineal.

En química, la geometría molecular lineal describe la disposición de distintos átomos con enlaces de 180°. Es la geometría más sencilla descrita por la VSEPR. Las moléculas orgánicas lineales, como el acetileno, suelen presentar hibridación de tipo sp en los átomos de carbono.
Este tipo de geometría molecular es uno de los más típicos, incluyendo compuestos como el dióxido de carbono, el ácido cianhídrico y el difluoruro de xenón. También destaca la existencia de múltiples iones de geometría lineal. Los aniones azida y tiocianato, y el catión nitronio son ejemplos de iones cuyos enlaces son lineales.